# Кримінальні комікси
Кри́мінальні ко́мікси (англ. Crime comics) — жанр коміксів, що є складовою частиною кримінальної художньої літератури. Жанр набув популярності наприкінці 1940-х та на початку 1950-х років. Його характерними ознаками були морально-повчальний редакторський тон і відверте зображення насильства та злочинної діяльності.

## Історія
Першим зразком жанру вважається комікс Crime Does Not Pay, який у 1942 році видав Lev Gleason Publications під редакцією Чарльза Біро. Зі зниженням популярності супергеройських коміксів після Другої світової війни інші видавці почали наслідувати формат, тематику й стиль Crime Does Not Pay, що призвело до широкого розповсюдження кримінальних коміксів.
У другій половині 1940-х і на початку 1950-х років кримінальні та горор-комікси, особливо ті, що видавалися компанією EC Comics, стали об’єктом суспільної критики та офіційного розслідування. Це спричинило запровадження обмежень у Канаді та Великій Британії, створення у США Асоціації журнальних коміксів Америки та введення у 1954 році Кодексу коміксів. Нові правила суттєво обмежили зображення злочинної тематики в американських коміксах, фактично поклавши край популярності кримінального жанру.